# باشگاه فوتبال بلاو-وایس ۹۰ برلین
باشگاه فوتبال بلاو-وایس ۹۰ برلین که عموماً با نام بلاو-وایس ۱۸۹۰ از آن یاد می‌شود، نام باشگاه فوتبالی واقع در شهر برلین، پایتخت آلمان بود که در تاریخ ۲۷ ژوئیه ۱۹۲۷ شکل گرفت. باشگاه فوتبال بلاو-وایس ۹۰ از به هم پیوستن و ادغام دو تیم "اف‌سی ورواتز ۱۸۹۰" و "اتحاد ۱۸۹۲ برلینر-تور اف‌سی" پدید آمد که هرکدام در سال‌های ۱۹۲۱ و ۱۹۰۵ به ترتیب قهرمان و نایب قهرمان لیگ آلمان شده بودند. این تیم تنها در یکی از فصول بوندس‌لیگا حضور داشت و به‌دلیل ضعف مالی و مدیریتی و در پی آن، ورشکستگی نتوانست هویت خود را بین تیم‌های شهر برلین حفظ کند به طوری که سرانجام در سال ۱۹۹۲ تیم منحل شد.

## تاریخچه

### پیشینه
هر دو باشگاه یونیون و ورواتز از اعضای مؤسس اتحادیه فوتبال آلمان در سال ۱۹۰۰ در شهر لایپزیگ بودند. ورواتز با قهرمانی در سال‌های ۱۹۰۲، ۱۹۰۳ و ۱۹۲۱ از تیم‌های محبوب شهر برلین به حساب می‌آمد. آن‌ها در آخرین سال قهرمانی‌شان، ۴ بازیکن به تیم ملی فوتبال آلمان فرستادند و در فینال با باشگاه نورنبرگ مسابقه دادند؛ بازی که با نتیجهٔ ۰–۵ به سود نورنبرگ تمام شد. یونیون نیز در سال ۱۹۰۵ با شکست دادن باشگاه کارلسروهر با نتیجه ۲–۰ موفق به کسب عنوان قهرمانی شده بود.
آنها بلافاصله پس از ادغام باشگاه‌هایشان در سال ۱۹۲۷، به دستهٔ پایین سقوط کردند. در پایان آن فصل، باشگاه آرمینیا ۱۹۰۶ برلین نیز به جمع باشگاه‌های ادغام‌شده اضافه شد و این باعث پیشرفت نسبی تیم و صعود آنها به اوبرلیگا برلین-براندنبرگ در سال ۱۹۳۱ شد. در دوران آلمان نازی، فوتبال آلمان به شانزده دسته تقسیم شد که سرانجام، بلاو-وایس به گالیگا برلین-براندنبرگ پیوست.

### جنگ جهانی دوم و دوران پس از جنگ
در سال ۱۹۳۷، باشگاه در بین تیم‌های دیگر کم‌ترین امتیاز را کسب کرد و در بین تمامی تیم‌ها آخر شد. اگرچه این اتفاق سریعاً با کسب عنوان قهرمانی لیگ در سال بعد برای طرفداران آنها کاملاً جبران شد. در سال ۱۹۴۲، آنها در رتبه‌بندی باشگاه‌های آلمان سوم شدند.
پس از جنگ جهانی دوم و انحلال تمامی تیم‌های آلمان و دوباره‌سازی آنها، باشگاه به سه تیم مجرای «اس‌پی‌وی‌جی‌جی بلاو-وایس ۹۰ برلین»، «اس‌سی کرامپه برلین» و «اس‌سی مارین‌دورف» تقسیم شد.
اس‌سی مارین‌دورف از سال ۱۹۴۶ تا ۱۹۴۸ را در رده اول لیگ‌های آلمان سپری کرد و در فصل ۱۹۴۸ به دستهٔ پایین‌تر سقوط کرد. بلاو-وایس به اوبرلیگا برلین رفت و فصولی را در نیمهٔ دوم جدول لیگ گذراند. این تیم پس از سه فصل حضور در آماتورلیگا برلین (در دستهٔ دوم) و کسب یک عنوان قهرمانی در سال ۱۹۶۳، جای خود را در لیگ تازه تاسیس‌شدهٔ رجیونالیگا برلین محفوظ نگه داشت.

### اس‌پی‌وی‌جی بلاو-وایس ۹۰ برلین
یک روز پس از انحلال تیم در سال ۱۹۹۲، باشگاهی جدید با نام اس‌پی‌وی‌جی بلاو-وایس ۹۰ برلین به یاد تیم تازه منحل‌شده تأسیس شد؛ تیمی که در حال حاضر در مسابقات منطقه‌ای برلین مسابقه می‌دهد.

## افتخارات

### لیگ
- لیگ قهرمانی آلمان
  - قهرمان (۱بار): ۱۹۰۵